# Étienne Comar
Pour les articles homonymes, voir Comar.
Étienne Comar, né le 25 janvier 1965 à Paris est un producteur, réalisateur et scénariste français, connu en particulier pour être scénariste et producteur du film Des hommes et des dieux.
En 2017 il réalise son premier film Django qui fait l'ouverture, en compétition, de la Berlinale 2017
Il est considéré par le magazine L'Express comme faisant partie des « 20 qui ont fait le cinéma français en 2011 »,.

## Biographie
Diplômé de La Femis en 1992, il débute à Erato Films comme chargé de production et travaille sur Van Gogh de Maurice Pialat et Boris Godounov d’Andrzej Zulawski.
Il se lance ensuite dans l’aventure de la production indépendante en créant la société Playtime (1996-2003), puis au sein de Vendôme Production (2004-2010).
Il produit une quinzaine de longs métrages, dont ceux de Laurent Bouhnik (Zonzon, 1999 Madeleine, 24 heures de la vie d'une femme), Nabil Ayouch (Mektoub, Ali Zaoua prince de la rue), Maurice Barthélémy (Papa) ou Philippe Le Guay (Du jour au lendemain, Les Femmes du 6e étage).
À partir de 2009, il crée Arches Films, et commence à travailler en tant que scénariste et producteur sur Des hommes et des dieux et La Rançon de la gloire de Xavier Beauvois. Les Saveurs du palais de Christian Vincent. Mon roi de Maïwenn, et Gauguin : Voyage de Tahiti d'Édouard Deluc.
Avec Arches Films il coproduit également Timbuktu d’Abderrahmane Sissako, Visages, villages d’Agnès Varda & JR, Les Filles du soleil d'Eva Husson, Les Confins du monde de Guillaume Nicloux, et Sous les étoiles de Paris de Claus Drexel.
Il écrit, réalise et produit son premier film Django (2017), avec Reda Kateb et Cécile de France qui fait l’ouverture de la compétition du Festival de Berlin en 2017.
En 2021, il écrit, réalise et produit son deuxième long métrage, À l'ombre des filles, avec Alex Lutz, Agnès Jaoui, Hafsia Herzi, Veerle Baetens et Marie Berto.
En 2024, il écrit et produit L'affaire de l'esclave Furcy adapté librement du roman de Mohammed Aïssaoui, que réalise Abd Al Malik, avec Makita Samba, Romain Duris, Vincent Macaigne, Ana Girardot, Frédéric Pierrot, Micha Lescot.

## Filmographie

### Producteur
- 1997 : Mektoub  de Nabil Ayouch
- 1998 : Zonzon  de Laurent Bouhnik
- 1999 : Superlove  de Jean-Claude Janer
- 1999 : 1999 Madeleine de Laurent Bouhnik
- 2000 : Sur un air d'autoroute de Thierry Boscheron
- 2000 : Ali Zaoua prince de la rue de Nabil Ayouch
- 2002 : 24 heures de la vie d'une femme de Laurent Bouhnik
- 2003 : Dédales de René Manzor
- 2005 : Papa de Maurice Barthelemy
- 2005 : Les Parrains de Frédéric Forestier
- 2006 : Du jour au lendemain de Philippe Le Guay
- 2007 : La Clef de Guillaume Nicloux
- 2008 : Les Insoumis de Claude-Michel Rome
- 2010 : Des hommes et des dieux de Xavier Beauvois
- 2011 : Les Femmes du 6e étage de Philippe Le Guay
- 2012 : Paris-Manhattan de Sophie Lellouche
- 2012 : Les Saveurs du palais de Christian Vincent
- 2013 : La Rançon de la gloire de Xavier Beauvois
- 2014 : Timbuktu d'Abderrahmane Sissako
- 2015 : Mon roi de Maïwenn
- 2017 : Django d'Étienne Comar
- 2017 : Visages, villages de Agnès Varda
- 2018 : Les Confins du monde de Guillaume Nicloux
- 2018 : Les Filles du soleil d'Eva Husson
- 2020 : Sous les étoiles de Paris de Claus Drexel
- 2021 : À l'ombre des filles de lui-même
- 2025 : L'Affaire de l'esclave Furcy d'Abd al Malik

### Scénariste
- 2010 : Des hommes et des dieux de Xavier Beauvois
- 2012 : Les Saveurs du palais de Christian Vincent (coscénariste)
- 2013 : La Rançon de la gloire de Xavier Beauvois
- 2015 : Mon roi de Maïwenn (coscénariste)
- 2017 : Gauguin : Voyage de Tahiti d'Édouard Deluc (coscénariste)
- 2017 : Django de lui-même
- 2017 : La lutte des classes de Michel Leclerc (collaboration)
- 2022 : À l'ombre des filles de lui-même
- 2017 : L'établi de Mathias Gokalp (collaboration)
- 2025 : L'Affaire de l'esclave Furcy d'Abd al Malik

### Réalisateur
- 2017 : Django
- 2022 : À l'ombre des filles

## Distinctions

### Récompenses
- César 2011 : meilleur film pour Des hommes et des dieux[4]
- Festival de Cannes 2010 : grand prix du jury pour Des hommes et des dieux[5]
- César 2015 : meilleur film pour Timbuktu

### Nominations
- César 2011 : César du meilleur scénario original pour Des hommes et des dieux[6]